# Svenja Appuhn
Svenja Appuhn (* 27. November 1997 in Frankfurt am Main) ist eine deutsche Politikerin (parteilos; bis September 2024 Bündnis 90/Die Grünen). Sie war von Oktober 2023 bis Oktober 2024 gemeinsam mit Katharina Stolla Bundessprecherin der Grünen Jugend.

## Werdegang
Appuhn besuchte das Taunusgymnasium in Königstein. Als Schülerin war sie Schulsprecherin ihrer Schule, Vorsitzende des Kreisschülerrates im Hochtaunuskreis und von 2015 bis 2016 Landesschulsprecherin in Hessen.
Nach dem Abitur begann Appuhn ein Medizinstudium an der Medizinischen Hochschule Hannover, deren Studierendenparlament und Senat sie später angehörte. Wegen der Klimakrise trat sie 2016 Bündnis 90/Die Grünen und der Grünen Jugend im Landesverband Niedersachsen bei, deren Landessprecherin sie 2019 wurde. 2021 bewarb sich Appuhn um ein Bundestagsmandat; sie wurde auf Platz 33 der Landesliste von Bündnis 90/Die Grünen Niedersachsen aufgestellt.
2022 leistete Appuhn ein mehrmonatiges Praktikum für ein Kinderrechtsprojekt von Childaid Network im indischen Bundesstaat Assam ab.
Im Oktober 2023 folgte sie gemeinsam mit Katharina Stolla Sarah-Lee Heinrich und Timon Dzienus in den Bundessprecherinnenposten der Grünen Jugend nach, nachdem sie dem Bundesvorstand von 2022 bis 2023 als Beisitzerin angehört hatte. Im Bundesvorstand der Grünen Jugend arbeitet sie in den Themenschwerpunkten Klima, Wirtschaft, Finanzen und Außenpolitik.
Appuhn war von 2021 bis Juli 2023 Mitglied des Stadtbezirksrates Linden-Limmer. Im April 2024 wurde sie in den Vorstand des Instituts Solidarische Moderne gewählt.
Am 25. September 2024 kündigten Appuhn und die übrigen Mitglieder des zehnköpfigen Vorstands der Grünen Jugend an, mit Wirkung zum 26. September 2024 geschlossen aus der Partei Bündnis 90/Die Grünen auszutreten. In einer Stellungnahme erklärte die Gruppe ihren Schritt damit, „dass es mittelfristig keine Mehrheiten in der Partei für eine klassenorientierte Politik gibt, die soziale Fragen in den Mittelpunkt rückt und Perspektiven für ein grundsätzlich anderes Wirtschaftssystem aufzeigt.“ Beim Bundeskongress der Grünen Jugend vom 18. bis 20. Oktober 2024 werde der Vorstand nicht wieder zur Wahl antreten, bis dahin die Amtsgeschäfte aber zu Ende führen. Zu Appuhns und Stollas Nachfolgern wählte der Bundeskongress Jette Nietzard und Jakob Blasel.
Appuhn ist Mitglied des Allgemeinen Deutschen Fahrrad-Clubs (ADFC), der Vereinten Dienstleistungsgewerkschaft (ver.di), des Vereins demokratischer Ärzt*innen (vdää*), des Bildungswerks für Schülervertretung und Schülerbeteiligung (SVB), des Verkehrsclubs Deutschland (VCD) und des Flüchtlingsrates Niedersachsen.

## Politische Positionen
Als Landesschulsprecherin sprach sich Appuhn gegen getrennte weiterführende Schulen aus, d. h. für Integrierte Gesamtschulen. Die Privatisierung und Ökonomisierung des Gesundheitswesens hält Appuhn für falsch. Im Vorfeld des Bundeskongresses 2023 der Grünen Jugend forderte Appuhn, Verteilungsfragen in den Mittelpunkt zu stellen; im Einzelnen forderte sie „eine Millionärssteuer, eine Offensive für sozialen Wohnraum und einen Mindestlohn von 15 Euro“. Zur 49. Bundesdelegiertenversammlung von Bündnis 90/Die Grünen im November 2023 kritisierte Appuhn, dass die Partei die Asylrechtsverschärfungen der Ampel-Regierung mittrug.

## Auszeichnungen
Appuhn wurde 2015 mit dem Preis „Young Women in Public Affairs Award“ des Zonta Clubs Kronberg-Bad Soden ausgezeichnet. 2019 wurde ihr der Nachwuchspreis des Kronberger Frauenpreises verliehen. Im Oktober 2023 zeichnete sie der Bundespräsident für ihren Einsatz für die Bildungssysteme mit der Verdienstmedaille des Bundesverdienstkreuzes aus.